# Erich Dittrich
Erich Dittrich (* 9. Oktober 1904 in Leipzig; † 10. Juni 1972 in Bonn-Bad Godesberg) war ein deutscher Wirtschaftswissenschaftler und Raumplaner. Er übernahm 1951 die Leitung des Bad Godesberger Instituts für Raumforschung (IfR) und führte das Institut bis zu seiner Pensionierung im Jahr 1969. Mit der Raumforschung / Raumplanung war Dittrich schon während des „Dritten Reiches“ in Berührung gekommen, allerdings in wenig exponierter Position.

## Herkunft aus dem Leipziger Milieu der Raumforschung
Der in Leipzig aufgewachsene Dittrich studierte zwischen 1923 und 1927 in seiner Heimatstadt und in Würzburg Wirtschaftswissenschaften, Rechtswissenschaft, Geschichte und Philosophie. Das Studium schloss er als Diplom-Volkswirt 1927 in Würzburg ab. 1931 promovierte Dittrich mit einer Studie über Die deutsch-französischen Wirtschaftsverhandlungen der Nachkriegszeit an der Universität Leipzig. Von 1931 bis 1936 war er Assistent am Volkswissenschaftlichen Seminar und am Institut für Mittel- und Südosteuropäische Wirtschaftsforschung (An-Institut der Universität Leipzig). 1936 wurde Dittrich habilitiert und war als nun verbeamteter Dozent in Leipzig tätig. Er hielt Übungen und Vorlesungen in den Hauptgebieten der Nationalökonomie ab. Dittrich gehörte leitend der Hochschularbeitsgemeinschaft für Raumforschung in Leipzig an und führte ab 1941 das Institut für Mittel- und Südosteuropäische Wirtschaftsforschung. Am 11. Oktober 1939 beantragte er die Aufnahme in die NSDAP und wurde zum 1. Dezember desselben Jahres aufgenommen (Mitgliedsnummer 7.286.833).
Im „Dritten Reich“ befasste sich Dittrich in Aufsätzen mit Fragen der Industrialisierung, mit Mittel- und Südosteuropaforschung und mit Unternehmensgeschichte. Aus dem Leipziger Umfeld innerhalb der Raumforschung kamen auch andere Wissenschaftler, die zum Teil auch nach 1945 der Raumforschung verbunden blieben, darunter Karl C. Thalheim, Hans Freyer, Hans-Jürgen Seraphim, Georg Keil, Hermann Gross, Friedrich Bülow und Hans Linde. Ab dem Sommer 1943 musste Dittrich Wehrdienst leisten. Den Angaben im Informationssystem GEPRIS Historisch der Deutschen Forschungsgemeinschaft (DFG) zufolge bewilligte die DFG Dittrich in den Jahren 1943 und 1944 drei Sachbeihilfen.

## Karriere in Bad Godesberg
Noch im Jahr 1945 war Dittrich im Landratsamt Bad Neustadt an der Saale als Stellvertreter des Landrats tätig. In einem nach dem Krieg gegen ihn gerichteten Spruchkammerverfahren im Westen Deutschlands wurde er als „Mitläufer“ eingestuft. Ein Werkvertrag im Bereich der Flüchtlingsforschung brachte ihn im Jahr 1949 in das gerade gegründete Institut für Raumforschung und damit in eine Institution, die die im Nationalsozialismus etablierte Raumforschung (ab 1935) in der Bundesrepublik Deutschland fortführte. Rasch stieg Dittrich im Institut zum Abteilungsleiter auf. Maßgeblich hatte sich der FDP-Politiker und spätere Vizekanzler Franz Blücher für die Raumforschung starkgemacht und die Gründung des Instituts unterstützt. Franz Blücher blieb als Vorsitzender des Instituts (bis 1951) und auch danach mit der neuen Forschungseinrichtung verbunden. Das IfR wurde zunächst an das Statistische Amt des Vereinigten Wirtschaftsgebietes angegliedert, dann dem Bundesinnenministerium zugeordnet (ab April 1950). Das Institut betrieb Politikberatung. Dittrich übernahm die Führung des Instituts 1951 von dem Juristen Erwin Muermann, der nach einem Skandal zurücktreten musste.
Erich Dittrich, dessen Institut ein Konkurrenzverhältnis mit der Hannoveraner Akademie für Raumforschung und Landesplanung (ARL) verband, galt bald als ein wichtiger Protagonist der Raumordnungs- und Raumplanungsszene in der Bundesrepublik Deutschland. Früh positionierte er sich als ein Verfechter der Industriepolitik, was innerhalb der Szene der Raumplaner keine Selbstverständlichkeit war. Viele NS-geprägte Raumplaner begriffen diese Linie zu Beginn der 1950er Jahre als „Entpolitisierung“ der Raumordnungspolitik.
Dittrich lehnte es ab, die „Raumordnung als ‚Überbleibsel des überwundenen Nationalsozialismus‘ zu sehen und wertete eine solche Bezeichnung als eine typische Kritik der fünfziger Jahre.“ Dittrich wandte sich gegen „Leerformeln“. Der Bonner Ökonom gehörte zu den treibenden Kräften innerhalb der Raumforschung, die die Raumordnungspolitik nicht losgelöst von Gesellschaftspolitik sehen wollten. Er nahm andererseits auf diesem Kurs auch viele Akteure aus dem „Dritten Reich“ mit, die die Raumplanung früh als sozialwissenschaftliches Aufgabenfeld begriffen hatten, vor 1945 jedoch noch unter nationalsozialistischen Vorzeichen. Dittrich versuchte die aufgenommenen sozialwissenschaftlichen Fäden innerhalb der Raumplanung auf die Erfordernisse der Marktwirtschaft in der Bundesrepublik Deutschland neu auszurichten, zum Beispiel dadurch, dass er von sozialtechnischen „Leitbildern“ und zu rigider Planung abrückte, an internationalen Tagungen der sich rasant entwickelnden Fachdisziplin Soziologie teilnahm oder auch ausgewiesene Sozialwissenschaftler um sich sammelte: Karl C. Thalheim, Hans Freyer, Gerhard Isbary, Elisabeth Pfeil, Ernst Wolfgang Buchholz, Andreas Predöhl und andere.
Erich Dittrich war Mitglied der eng mit dem Bundesvertriebenenministerium kooperierenden „Forschungsgruppe Eingliederung“.
Dittrich prägte die Formel: „So viel Freiheit als irgend möglich und nur soviel Planung und Ordnung als unbedingt notwendig“.
Die datengesättigte „Kreismappe“, ein Vorläufer der sogenannten „Laufenden Raumbeobachtung“, war schon im Nationalsozialismus durch die Reichsstelle für Raumordnung aufgebaut worden; sie wurde nach 1945 zunächst auch unter diesem Namen fortgeführt und brachte dem Institut durch Verkauf der Daten relevante finanzielle Einkünfte. Das war aber nicht das Kerngeschäft des IfR. Nach dem Organisationserlass des IfR (November 1951) sollte das Institut die Aufgabe haben,

„(…) die wissenschaftliche Erkenntnis auf dem Gebiete der Raumforschung in Wort, Schrift und Bild selbständig und im Zusammenwirken mit ähnlichen Einrichtungen des In- und Auslandes zu fördern, sie für die Raumordnung und Raumplanung nutzbar zu machen sowie die Grundlagen aller Fragen der Raumforschung für die Bundesregierung zu schaffen. Diese Aufgabe soll in enger Zusammenarbeit mit den Ländern der Bundesrepublik gelöst werden, (…)“

Gemeinsam mit Gerhard Isenberg prägte Erich Dittrich in den Jahren ab 1955 entscheidend das spätere Gutachten des „Sachverständigenausschusses über die Raumordnung in der Bundesrepublik Deutschland“ (SARO-Gutachten, 1961), das für das Raumordnungsgesetz von 1965 von nicht unerheblicher Bedeutung war. Am Sachverständigenausschuss wirkten von Seiten der ARL aber auch Norbert Ley (Landesplanungsbehörde Düsseldorf), Hermann Roloff und Kurt Brüning (im Jahr 1956) mit.

## Schriften (Auswahl)
- Leitgedanken zur Raumforschung und Raumordnung. Eine Auswahl aus den Arbeiten von Erich Dittrich anläßlich seines 65. Geburtstages. Schriftenreihe der Österreichischen Gesellschaft für Raumforschung und Raumplanung; 9, Wien 1969.
- Ein Versuch zur Systematik der Raumforschung. Der Beitrag des Sachverständigengutachtens über die Raumordnung der Bundesrepublik Deutschland. In: Beiträge zur Raumforschung, Festschrift zum 60. Geburtstag von Hans Bobek. Wien 1964, S. 47–63.
- Raumordnung und Leitbild. Wien: Springer 1962. (Schriftenreihe des Instituts für Städtebau, Raumplanung und Raumordnung an der Technischen Hochschule Wien; 2)
- Regionale Wirtschaftspolitik und Verbesserung der Agrarstruktur. Mit einem Diskussionsbeitrag von Fritz Huhle. [Hrsg. in Verbindung mit d. Institut f. Raumforschung, Bad Godesberg] Wiesbaden 1960  (=Berichte aus der Arbeit der Arbeitsgemeinschaft zur Verbesserung der Agrarstruktur in Hessen: Sonderheft; Nr. 6), 1960.
- Verkehrsentwicklung, Landesplanung, Raumordnung.[Bad Godesberg] : [Institut f. Raumforschung], 1960 (Deutscher Strassentag. 1960)
- Grundlinien der Entwicklung der Raumforschung in Deutschland. In: Otto Stammer; Karl C. Thalheim: Festgabe für Friedrich Bülow zum 70. Geburtstag. Berlin 1960, S. 85–103.
- Der Ordnungsgedanke der Landschaft und die Wirklichkeit: Festvortrag. Bad Godesberg: Selbstverlag der Arbeitsgemeinschaft Deutscher Beauftragter für Naturschutz und Landschaftspflege. In: Ordnung der Landschaft – Ordnung des Raumes. Bericht über den Deutschen Naturschutztag Bayreuth 1959
- Grundfragen deutscher Raumordnung. Bad Godesberg: IfR 1955
- Versuch eines Systems der Raumordnung. Bad Godesberg: IfR 1953
- Das Sondergutachten des Instituts für Raumforschung zur laufenden Umsiedlung von Vertriebenen. In: Institut für Raumforschung (Hrsg.): Das deutsche Flüchtlingsproblem (Sonderheft der Zeitschrift für Raumforschung). Bielefeld: Eilers 1950, S. 109–110.
- Der Unternehmer. Wesentliches Problem für eine kommende Wirtschaftsordnung wird der Unternehmer sein. In: Volk und Zeit 3 (1948), S. 95–97.
- Unternehmerpersönlichkeit und Standortsbestimmung. In: Raumforschung und Raumordnung 7 (1943), Heft 1/2, S. 3–54.
- Das Institut für Mittel- und Südost-Europäische Wirtschaftsforschung an der Universität Leipzig. In: Ostraum-Berichte 1942, S. 103–111.
- Verstädterung und Industrialisierung in Südosteuropa. Ein Aufriß der Problematik. In: Leipziger Vierteljahresschrift für Südosteuropa VI (1942), S. 281–304.
- Standorttheorie und Wirklichkeit. In: Raumforschung und Raumordnung 6 (1942), S. 63–67.
- Theodor und Paul Thorer. In: Lebensbilder sächsischer Wirtschaftsführer. Sächsische Lebensbilder Band 3. Leiner, Leipzig 1941, S. 346–362.
- Die wirtschaftlichen Beziehungen des Sudetengaues zum Protektorat und zum übrigen Deutschen Reich. In: Raumforschung und Raumordnung 5 (1941), Heft 10/12, S. 575–579.
- Südosteuropa und die Reichsmesse Leipzig. Stuttgart: Kohlhammer 1941 (=Schriften der Deutschen Wirtschaftswissenschaftlichen Gesellschaft. 8)
- Sudetendeutsches Unternehmertum. In: Deutsche Zeitschrift für Wirtschaftskunde 4 (1939), S. 225–247.
- Das deutsche Element im Aufbau der Wirtschaft der Sudetenländer. In: Leipziger Vierteljahresschrift für Südosteuropa I (1937), S. 54–62.
- Staatszerfall, Staatsneubildung und Wirtschaft: eine Untersuchung über die Probleme der Volkswirtschaftsbildung in Österreich und der Tschechoslowakei. Leipzig: Noske 1937 (=Leipziger Vierteljahresschrift für Südosteuropa. Beihefte. 2).
- Wesen und Geschichte der Finanzspekulation / R.H. Mottram. Deutsche Ausgabe, nach der Übersetzung von Karl Lerbs besorgt von Erich Dittrich. Leipzig: Insel-Verlag 1932.
- Die deutsch-französischen Wirtschaftsverhandlungen der Nachkriegszeit. Berlin u. a.: de Gruyter 1931; zugl.: Leipzig, Diss., 1931 (=Moderne Wirtschaftsgestaltungen. 14).
- Sächsische Lebensbilder, In: Lebensbilder sächsischer Wirtschaftsführer; 1/3, Hrsg. Sächsische Kommission für Geschichte / Sächsische Akademie der Wissenschaften zu Leipzig, Leipzig 1930 (bis 1941).

## Ehrungen und Ehrenämter
- Johann Josef Ritter von Prechtl-Medaille der TH Wien (27. Juni 1962)
- Korrespondierendes Mitglied der Österreichischen Gesellschaft zur Förderung von Landesforschung und Landesplanung
- Mitglied der Town and Country Planning Association, London
- Mitglied der Royal Economic Society, London
- Mitglied der DASL (seit 1959)